# Jean Venturini
Pour les articles homonymes, voir Venturini.
Œuvres principales
- Outlines, recueil poétique, 1939

Jean-Bernard Venturini, dit Jean Venturini, né le 17 septembre 1919 à Nabeul, est un poète français et marin mort pour la France, disparu en Méditerranée à bord du sous-marin Morse le 16-17 juin 1940. Il est l'auteur d'un unique recueil, Outlines, paru en 1939.

## Biographie

### L'enfance, la jeunesse, la vocation, jusqu'à l'engagement militaire
Fils de Laurent Venturini et de Marie Félix Tramini, Jean Venturini est le benjamin d'une fratrie de trois enfants. Il passe une partie de sa petite enfance en Tunisie, puis au Maroc, non loin de Meknès, auprès de sa sœur Hermine et de son frère Louis. Il fréquentera par la suite le lycée Poeymirau (où il sera interne de 1932 à 1934) à Meknès.
Sa classe de troisième achevée, il part pour le Sénégal en 1935, afin de rejoindre sa sœur qui s'y est installée. Jean Venturini, à bientôt seize ans, s'enthousiasme passionnément pour la poésie ; il écrit avec fébrilité et noircit des cahiers entiers de poèmes qui figureront plus tard, réorganisés et réordonnés, dans son unique recueil Outlines. Cela ne l'empêche pas de poursuivre ses études en classe de seconde et de première au lycée Van Vollenhoven de Dakar, qu'il quittera pour achever ses études secondaires au lycée de Meknès, réintégré dès 1938.
En 1939, il s’engage dans la marine à Casablanca. Affecté peu après dans les sous-marins de Bizerte, il se forme durant six mois comme radiotélégraphiste puis embarque sur le sous-marin Morse. Jean Venturini disparait le 17 juin 1940 avec tout l'équipage du Morse. Son bâtiment saute sur une mine française défensive et coule au large du port de Sfax, ville tunisienne. Il aura juste eu le temps de publier, en novembre 1939, à Casablanca, un unique recueil de poèmes, Outlines.
Max-Pol Fouchet dira de lui : « Il est l'un des morts de cette guerre: le submersible où il servait disparut de la surface. Peu de jours avant, il nous écrivait : « En route pour la poésie des fonds marins. » Prescience. Singulière prescience [...]. Nous qui nous épuisons en plongées au plus obscur du monde et de la vie, et qui en revenons si souvent désappointés et les mains vides, comment oublierions-nous Jean Venturini, ce camarade demeuré, avec son secret, dans un silence plus vrai que nos paroles ? À cet enfant du silence, gardons, pour ne pas trahir, le meilleur du nôtre. »
Son corps, rejeté par la mer, a été inhumé au cimetière de Gammarth, en Tunisie.

### La disparition duMorseet la mort de Jean Venturini: circonstances précises
En 1939, le Morse fait partie de la 5e Escadrille de sous-marins, avec ses sister ship le Caïman et le Souffleur, tous basés à Bizerte. En juin 1940, ce ne sont pas moins de cinq sous-marins  qui  patrouillent le long des côtes tunisiennes, avec parmi eux le Morse, en surveillance au nord de l'île de Djerba, qui contrôle le trafic maritime italien.

Parti en mission de Bizerte vers le golfe de Gabès, de conserve avec les trois autres sous-marins le Nautilus, le Caïman et le Souffleur, le Morse longe l’îlot de Pantelleria, alors qu'il fait surface, le 11 juin 1940, en même temps que le Caïman.

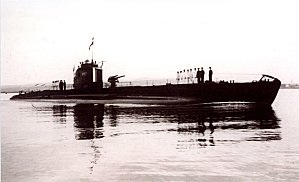
Le Morse en manœuvre à l'automne 1939

Le lendemain, vers 8 heures, les deux sous-marins plongent au large des îles Kerkennah qu'ils dépassent par le sud. Leur retour au mouillage à Sfax est normalement prévu six jours plus tard. Le 18 juin, le Caïman et le Souffleur arrivent à Sfax, tandis que le Nautilus mouille quant à lui des mines devant Tripoli.
À ce moment-là, on est sans nouvelles du Morse.
On apprendra quelques jours plus tard, alors que la mer commencera à rejeter plusieurs corps de l’équipage, qu'au moment de sa relève par le Souffleur, le 17 juin, le Morse est probablement entré par erreur dans un champ de mines défensif français et a coulé corps et biens.
L'épave du Morse, coupée en deux, sera finalement repérée par un hydravion le 16 août 1940, au sud-est des îles Kerkennah, par 27 mètres de fond, à l'entrée du chenal de Sfax,.
Six mois plus tard, ce sera au tour de son sister ship , le Narval de disparaitre à cet endroit dans des circonstances identiques.

## Esthétique, poétique

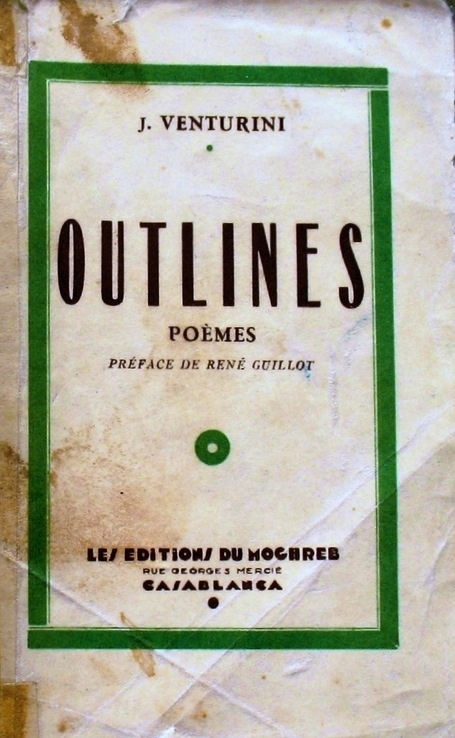
Édition originale du recueil Outlines, 1939

Les commentateurs soulignent la révolte du poète ainsi que l'influence rimbaldienne dans l'écriture poétique de Jean Venturini,. Le poète confie ainsi : « J'ai brisé ces chaînes que l'on croit éternelles / Et j'ai durci mon âme et tué les souvenirs / Famille, amour, amitié, haine, j'ai tout vendu, / J'ai tout renié. J'ai étranglé les joies tranquilles / Et les bonheurs monotones... » Dépassant la référence à Rimbaud, Venturini, dans ses poèmes d'amour, fait alterner tendresse, agressivité et sensualité violente, instinctive, sur fond d'appel irrésistible à l'aventure. Il chante les éléments primordiaux, vents, mer, en une quête affective et onirique qui le rapproche notablement du surréalisme,.

## Œuvres
- Outlines, recueil poétique, préface de René Guillot, Casablanca, Éditions du Mohgreb, novembre 1939, 80 p. ; réédition en 1942 ;
- Outlines : réédition avec postface biographique relative au naufrage du sous-marin Morse, Paris, Vaillant, juin 2009, 112 p. (ISBN 978-2-916986-06-7)
- Poèmes séparés, non recueillis en volume :
  - Ballade d'un qui part, publié dans la revue Fontaine, no 6 de novembre-décembre 1939
  - Une Pierre dans l'eau, publié dans la revue des poètes casqués Poésie 40 en mai 1940
  - Victimes d'affiches, poème prémonitoire, ultime manuscrit adressé à un ami, au début de juin 1940 (poème dont l'existence a été révélée par la famille du poète) puis publié dans La Voix de Meknès-Fez, dixième année, no 1, janvier 1941[5]

## Pour approfondir